# Musée Gatien-Bonnet
Le musée Gatien-Bonnet est le musée municipal de Lagny-sur-Marne, Seine-et-Marne.

## Historique
Le musée a été créé en 1865 par le docteur en médecine Gatien-Bonnet qui fut maire de Lagny de 1860 à son décès en 1875. Il fut inauguré en 1868 dans une salle de l'hôtel de ville. Réorganisé après 1935, il fut transféré en 1961 dans l'ancienne habitation du docteur en médecine Paul d'Halluin, lui aussi maire de Lagny, de 1935 à 1938. En 1988 après de nouveaux aménagements, il fut de nouveau rouvert.
En 2021, le musée fut définitivement fermé et transféré vers le château du parc culturel de Rentilly à Bussy-Saint-Martin.

## Collections
Peinture
- La Sainte famille par Valerio Castello.
- La Mort de Socrate par Mottet[1], 1789.
- Portrait de Julien Griveau par Pierre Louis Delaval, 1816.
- Portrait de Madame Julien Griveau par Pierre Louis Delaval, 1820.
- Portrait de Madame Auchard, nourrice du Roi de Rome par Émilie Veyssier, d'après Édouard Pingret, 1875, dépôt du musée de la Malmaison.
- Portrait du père de l'artiste par Henri Lebasque, 1898.
- Portrait de la mère de l'artiste par Henri Lebasque, 1898.
- Portrait de Monsieur Rosenthal par Lucien Griveau, 1886.
- Atelier de sabotiers à Gouvernes par Émile-Gustave Cavallo-Péduzzi, 1890, Huile sur toile
- Pressoir à cidre à Gouvernes par Émile-Gustave Cavallo-Péduzzi, vers 1890, Huile sur toile
- Le Village de Gouvernes par Émile-Gustave Cavallo-Péduzzi, 1891, Huile sur toile,
- La Rentrée du troupeau par Émile-Gustave Cavallo-Péduzzi, 1883
- Le Havre, vers 1885 par Émile-Gustave Cavallo-Péduzzi, Huile sur carton
- Autoportrait par Georges Marty[2]

Photographie
- Collection de daguerréotypes par Louis Adolphe Humbert de Molard (1800-1874).